# Aššur-dan I.
Aššur-dān I. („Aššur ist mächtig“) war der Sohn von Ninurta-apil-ekur und regierte nach der Assyrischen Königsliste 61 Jahre.
| Autor              | Regierungszeit | Anmerkungen            |
| ------------------ | -------------- | ---------------------- |
| Cassin 1966        | 1179–1134      | mittlere Chronologie   |
| Gasche et al. 1998 | 1177–1133      | Ultrakurze Chronologie |
| Freydank 1991      | 1168–1133      |                        |

Gegen 1160 v. Chr. kam es zu einer Schlacht gegen Zababa-šuma-iddina von Babylon. Aššur-dān eroberte die Städte Zaban, Irriya, Ugarsallu und (weitere abgebrochen) und brachte reiche Beute nach Assyrien (Synchronistische Geschichte II 9–12).
Nach der synchronistischen Königsliste herrschte Aššur-dān gleichzeitig mit den kassitischen Königen Marduk-apla-iddina I., Zababa-šum-iddina und Enlil-nādin-aḫi.
Sein Nachfolger war Ninurta-tukulti-Aššur, der aber nur kurz regierte.
Sein Sohn war Ninurta-tukulti-Aššur. Muttakil-Nusku, sein Bruder, kämpfte mit ihm und zwang ihn, nach Babylon zu flüchten, während er selber auf dem Thron verblieb (Chorsabad-Liste iii 31–36).

## Bauten
Aššur-Dan erbaute in Aššur einen Kanal. Nach dem zerbrochenen Obelisken fiel er 30 Jahre trocken, bevor ihn ein anderer assyrischer König erneuerte.